# LIKE A RAINBOW
「LIKE A RAINBOW」（ライク ア レインボー）は、2021年7月7日に発売された風男塾の27thシングル。

## 概要
メンバーは、紅竜真咲、神那橙摩、偉舞喜雅、柚希関汰、英城凛空、葉崎アラン。

## 収録曲
テイチクレコード公式サイト内の紹介ページによる。

### 初回限定盤A
［CD］
1. LIKE A RAINBOW
  - 作詞：小倉しんこう　/ 作曲：田仲圭太　/ 編曲:成田忍
2. 叛逆者たちに明日よあれ
  - 作詞：烏屋茶房　/ 作曲・編曲：baker

［DVD］
「LIKE A RAINBOW」Music Video

「LIKE A RAINBOW」Music Video Making

### 初回限定盤B
［CD］
1. LIKE A RAINBOW
2. 叛逆者たちに明日よあれ

［DVD］
「LIKE A RAINBOW」 一色コーディネート対決！

### 通常盤
［CD］
1. LIKE A RAINBOW
2. 叛逆者たちに明日よあれ
3. OPEN SESAME
  - 作詞・作曲・編曲:成田忍
4. LIKE A RAINBOW（Instrumental）
5. 叛逆者たちに明日よあれ（Instrumental）
6. OPEN SESAME（Instrumental）